# Rhyacophila appennina
Rhyacophila appennina är en nattsländeart som beskrevs av Mclachlan 1898. Rhyacophila appennina ingår i släktet Rhyacophila och familjen rovnattsländor. Inga underarter finns listade i Catalogue of Life.